# Casa na Rua do Conselheiro Machado, n.º 44
A Casa na Rua do Conselheiro Machado, n.º 44, é um edifício histórico na vila de Alvito, na região do Alentejo, em Portugal.

## Descrição e história
Consiste num edifício residencial, situado na Rua da Cruz, igualmente conhecida como Rua do Conselheiro Machado. Destaca-se o seu portal, instalado no século XVI, e que é um exemplo da influência manuelina a nível regional, contando também com elementos decorativos naturalistas de feição popular. Este portal é de verga recta, e tem um arco de cortina com três vértices, que terminam em estrelas de quatro pontas. Na parte do baixo do arco encontram-se três elementos em relevo, em forma de quadrifólios. Também são de especial interesse as jambas, com chanfradura, cuja parte inferior está decorada com elementos escalonados, em relevo.
Nesta rua encontra-se outro imóvel de interesse pelos seus elementos manuelinos, a Casa de António Pedro Góis.

## Leitura recomendada
- ESPANCA, Túlio (1992). Inventário Artístico de Portugal - Distrito de Beja. Volume XII. Lisboa: Academia Nacional de Belas-Artes
- MANIQUE, Luis de Pina (1949). A arte manuelina na arquitectura de Alvito. Lisboa: [s.n.]